# Minden
Minden là một thị xã trong bang Nordrhein-Westfalen, nước Đức. Đô thị Minden có diện tích 101,08 km². Đây là huyện lỵ huyện Minden-Lübbecke.
Minden nằm bên sông Weser dưới Porta Westfalica.
Các đơn vị giáp ranh:
| - Bückeburg - Schaumburg - Petershagen | - Hille - Bad Oeynhausen - Porta Westfalica |

Minden bao gồm 19 khu dân cư:
| - Bärenkämpen - Bölhorst - Dankersen - Dützen - Haddenhausen - Häverstädt - Hahlen - Minden (trung tâm thành phố) - Königstor - Kutenhausen | - Leteln-Aminghausen - Meißen - Minderheide - Nordstadt - Päpinghausen - Rechtes Weserufer - Rodenbeck - Stemmer - Todtenhausen |

### Đô thị kết nghĩa
- Gladsaxe (Đan Mạch) -- từ năm 1968
- London Borough of Sutton (United Kingdom) -- từ năm 1968
- Charlottenburg-Wilmersdorf (Berlin,Đức) -- từ năm 1968
- Gagny (Pháp) -- từ năm 1976
- Tangermünde (Saxony-Anhalt, Đức) -- từ năm 1990
- Hrodna (Belarus) -- từ năm 1991